# Alyogyne
Genre
Classification phylogénétique
Alyogyne est un genre botanique endémique d'Australie appartenant à la famille des Malvacées. Il était autrefois classé dans le genre Hibiscus.

## Principales espèces
- Alyogyne angulata
- Alyogyne angustiloba
- Alyogyne coronopifolia
- Alyogyne cuneiformis
- Alyogyne hakeifolia
- Alyogyne huegelii
- Alyogyne lilacina
- Alyogyne multifida
- Alyogyne pinoniana
- Alyogyne purpurea
- Alyogyne pyrrhophila
- Alyogyne wrayae